# Police partout, justice nulle part

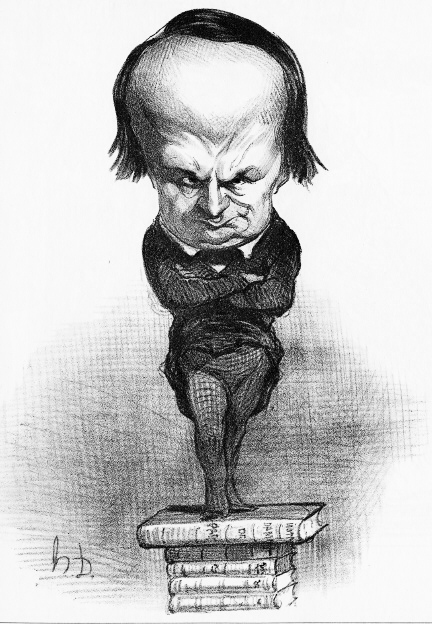
Le député Victor Hugo, caricaturé par Honoré Daumier en 1849.

« Police partout, justice nulle part » est une partie d'une citation de Victor Hugo prononcée en juillet 1851 à l'Assemblée nationale. Ce « mot » (selon les propres termes de son auteur) sera repris lors de manifestations ou de mouvements de protestations à l'égard de la police, notamment durant les XXe siècle et XXIe siècle.

## Origine
L'écrivain français Victor Hugo, alors représentant (député) de la Seine, participe au débat de l'Assemblée nationale législative élue en 1849 et intervient contre la loi Rouher qui limite la liberté de la presse. Pressentant les tentatives de déstabilisation du régime par le président Louis-Napoléon Bonaparte qui demandait une révision de la constitution pour lui permettre de se représenter dès la fin de son mandat et ses tentatives de compromis avec le parti de l'ordre, l'auteur de Notre-dame de Paris prononce cette phrase le 17 juillet 1851 devant les députés :

« Toutes nos libertés prises au piége l’une après l’autre [...] la presse traquée, le jury trié, pas assez de justice et beaucoup trop de police »

L'expression popularisée est cependant bien présente dans les notes de ce discours, publiées dans le recueil Choses vues après sa mort :

« Ce gouvernement, je le caractérise d’un mot : la police partout, la justice nulle part. »,

## Postérité
Cette phrase, plus que centenaire, est encore utilisée au XXIe siècle, en France et dans d'autres pays occidentaux, notamment par des groupes ou des mouvements souvent liés à l'extrême gauche qui considèrent généralement l'exercice de la justice légale comme une « justice de classe » et ainsi dénoncée comme étant à la solde du système capitaliste. 
Elle reste une des citations politiques les plus célèbres de l'auteur avec notamment « L’Église chez elle et l’État chez lui », phrase prononcée lors d'un discours devant cette même assemblée, un an auparavant.

### Années 2000

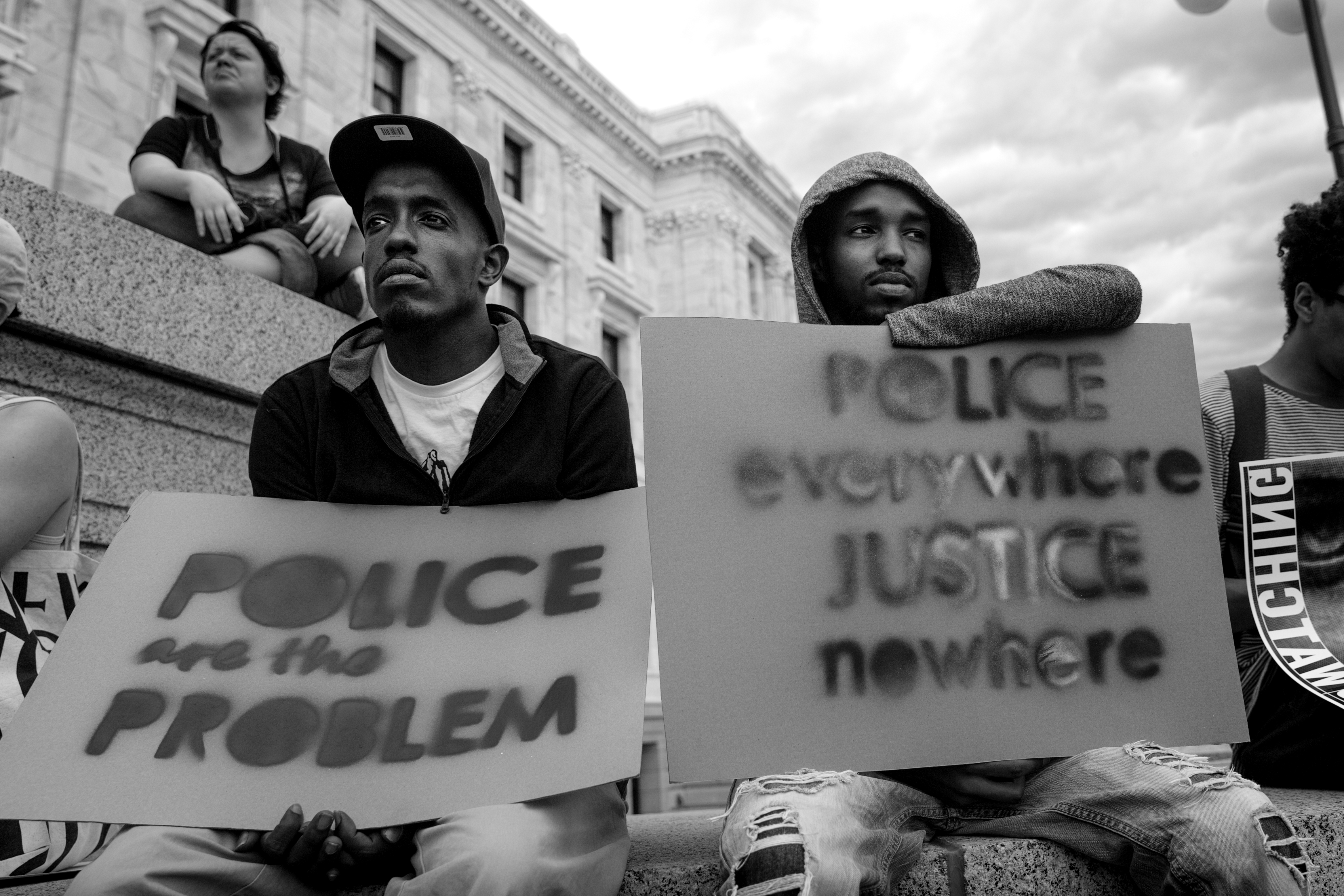
Pancarte portant le slogan "Police Everywhere, Justice Nowhere" tenue par un manifestant devant le capitole de Saint-Paul aux USA

- Le colloque « Police partout, justice nulle part ? ou la gestion des incivilités », colloque organisé le 27 avril 2005 à Bruxelles (Belgique)[9].

- En 2009, en France, l'affaire Julien Coupat, militant proche des situationnistes, suspecté d'avoir formé une « cellule invisible » et à laquelle est imputé le sabotage d'une caténaire de ligne TGV déclenchera une importante polémique. Le 31 janvier 2009, une manifestation pour la libération de Julien Coupat est organisée à Paris dont les participants scandent des slogans tels que « police partout, justice nulle part ! »[10].

### Années 2010
- Le 15 mars 2011, une manifestation contre la violence policière est organisée dans les rues du centre-ville de Montréal (Canada). De nombreux manifestants rassemblés lancent la phrase  « Police partout, justice nulle part ! »[11].

- Le 18 mai 2016, à Paris selon la police et des témoins, de nombreux contre-manifestants violents scandant « Police partout, justice nulle part » en marge d'une manifestation de policiers située non loin de là, s'en prennent à une voiture de police et à des policiers[12].

- Le 16 juin 2017, la décision du jury populaire qui a acquitté un policier de Saint Anthony dans le Minnesota, qui avait abattu un automobiliste noir, entraînent des manifestations devant le Capitole de l'État[13]. Un manifestant porte une pancarte indiquant la traduction anglaise de la citation hugolienne : « Police Everywhere Justice Nowhere » (photo).

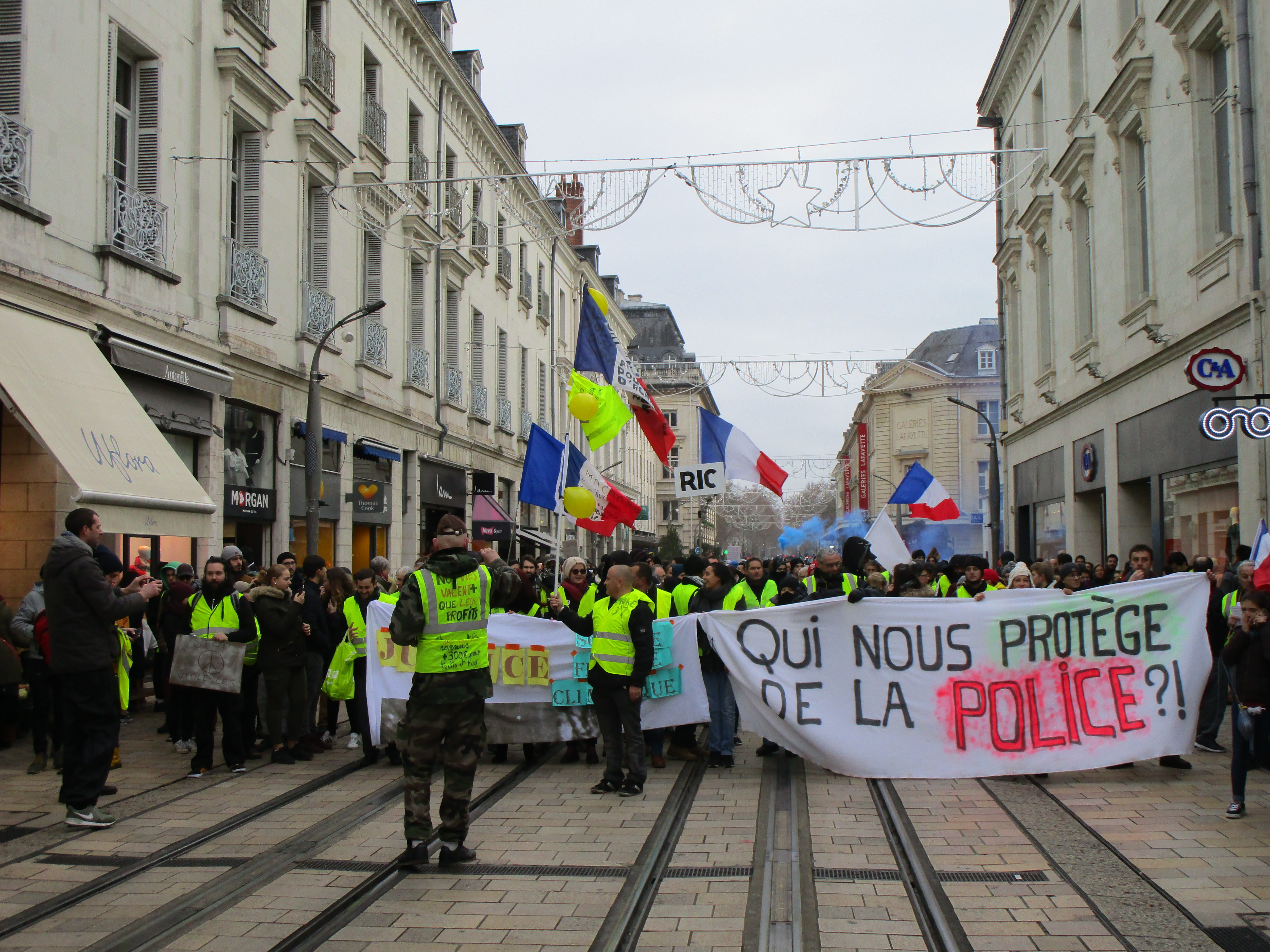
Lors du mouvement des gilets jaunes, de nombreux manifestants ont lancé des slogans opposant leur vision d'une justice absente et d'une police omniprésente

- Le 17 mars 2018, durant une manifestation contre les violences policières et en soutien aux migrants organisée à Paris, des manifestants ont scandé des slogans dont « Police partout, justice nulle part »[14].

- Au lendemain de la manifestation française du 24 novembre 2018, liée à la deuxième journée de manifestations du mouvement des Gilets jaunes de l'automne 2018, un article d'Alexis Feertchak évoque la citation en ces termes « un de nos journalistes a aussi pu identifier vers 20h00, un petit groupe scander "Justice nulle part, police partout", slogan de l'ultra gauche inspiré de Victor Hugo. »[15].

- Toujours pendant le mouvement français des Gilets jaunes, le 12 décembre 2018, pendant une manifestation lycéenne contre Parcoursup, la réforme du baccalauréat et les violences policières, le slogan est utilisé[16].

- À la suite de l'enquête liée à l'affaire Steve Maia Caniço et répondant au mot d’ordre « après Steve, à qui le tour ? », quelques centaines de « gilets jaunes » ont défilé dans les rues piétonnes de Toulouse, en scandant : « police partout, justice nulle part », le 3 août 2019[17]. Cette phrase a également été lancée, dans ce cadre, le même jour à Montpellier[18].

### Texte original
Le recueil de notes et de mémoires de Victor Hugo « Choses vues », publié à titre posthume, évoque cette citation.

### Évocations de la citation
- La revue « Les temps nouveaux » présente dans son premier numéro (septembre 2010), un article dénommé « Banlieues, police partout, justice nulle part ? » signé par Evelyne Sire-Marin, ancienne présidente du syndicat de la magistrature[19].

- « L'admirable police : Tenir Paris au siècle des Lumières » (dont le chapitre 10 s'intitule « Police partout, justice nulle part ? ») par  Vincent Milliot, édition Champ Vallon,  (ISBN 979-10-267-0439-3)[20].

- « Islanova »  : la citation de Victor Hugo figure en lettres majuscules, au début de ce roman écrit par Jérôme Camut et Nathalie Hug, éditions Fleuve Noir  (ISBN 978-22-651-1640-5)[21].

- La Vengeance de Baudelaire : cette phrase est citée dans un sens péjotratif, dans le chapitre 28 roman de Bob Van Laerhoven[22].